# لایتنینگ مک‌کوئین
لایتنینگ مک‌کوئین یا مک‌کوئین آذرخش (به انگلیسی: Lightning McQueen) یک شخصیت کارتونی است که در فیلم‌های ماشین‌ها (۲۰۰۶) و دنباله آن یعنی فیلم‌های ماشین‌ها ۲ (۲۰۱۱) و ماشین‌ها ۳ (۲۰۱۷) حضور داشته‌است و طراحی آن مخلوقی از خودروهای شورلت کوروت سی ۶، فورد جی تی ۴۰، یکسری از محصولات کمپانی لولا و شورولت کوروت سی ۱ است و اوون ویلسون و کیت فرگوسن گوینده‌هایش هستند. همسر او سالی و بهترین دوست وی ماتر می‌باشد. از رقبای او می‌توان چیک هیکز (در ماشین‌ها)، فرانچسکو برنولی (در ماشین‌ها ۲)، بریچ یاردلی، بابی سویفت و جکسون استورم (در ماشین‌ها ۳) را نام برد.
گفتنی است که در طول تحقیقات اولیه فیلم ماشین‌ها، جان لستر به ملاقات با کمپانی جنرال موتورز رفت و در طی این ملاقات جنرال موتورز طراحی لایتنینگ مک‌کوئین را بر عهده گرفت. او در فیلم ماشین‌ها ۲ در مسابقات بیست و چهار ساعته لمانز شرکت می‌کند.
برخی معتقدند نام او از روی استیو مک‌کوئین برداشته شده‌است اما طبق اعلام شرکت پیکسار نام او از روی نام گلن مک کوئین که یکی از انیماتورهای سابق پیکسار بود و در سال ۲۰۰۲ درگذشت برداشته شده‌است.

## فیلم‌ها
- ماشین‌ها (۲۰۰۶)
- ماتر و روح (۲۰۰۶)
- ماتر در توکیو (۲۰۰۸)
- کارتون ماشین‌ها (۲۰۰۸)
- ماشین‌ها ۲ (۲۰۱۱)
- ماشین‌ها ۳ (۲۰۱۷)
- ماشین‌ها در سفر (۲۰۲۲)